# Генеральна військова канцелярія гетьмана Кирила Розумовського
Генеральна військова канцелярія гетьмана Кирила Розумовського — найвища адміністративна установа Гетьманщини в 1750—1764 роках, що розташовувалась у Глухові.
Кирило Розумовський у своє гетьманське правління вступив 23 червня 1750 року. Саме тоді і було визначено склад Генеральної канцелярії.

### Склад Генеральної військової канцелярії
До її складу входили генеральні писар, судді, осавули, хорунжий і бунчужний.

#### Генеральний писар
Посада Генерального писаря майже рік була вакантною. Хоча її ще з 1741 року обіймав Безбородько Андрій Якович (1711—1780). Кандидатуру керівника Генеральної військової канцелярієї було затверджено в 1751 році.
В 1762 році А.Безбородько пішов у відставку. А на його місце було призначено Туманського Василя Григоровича (бл. 1723—1809). Генеральним писарем він працював ще й після відставки Кирила Розумовського — до 1781 року.
До його обов'язків входило прийняття грамот, а також виголошення на Раді старшин у присутності гетьмана й за його розпорядженням актів, грамот та інших документів державної ваги.

#### Генеральний суддя
Спочатку в уряді Розумовського працював лише один суддя. Ще з 1745 року Генеральним суддею був Горленко Яким Іванович (1686—1758).
А 4 жовтня 1756 році було призначено двох Генеральних суддів. Це — Оболонський Дем'ян Васильович (? — 1758) та Журман Ілля Васильович (? — 1783). Перший з них, ще з 1741 року тримав уряд генерального бунчужного, а з 1752 по 1757 роки — генерального осавула. На посаді судді він працював до 1782 року.
Після смерті Д.Оболонського в 1758 році новим Генеральним суддею (до 1782 року) став Дублянський Олександр Павлович (1713 — після 1784)

#### Генеральний осавул
Одночасно працювало також і два Генеральних осавули. З 1740 року на цій посаді працював Якубович Яків Дем'янович (? — 1757), а з 1741 р. — Валькевич Петро Васильович (бл. 1687—1758). Крім того, третім осавулом, з 1752 по 1757 роки працював ще й Дем'ян Васильович Оболонський. Після смерті Я.Якубовича в 1757 році уряд осавула ніс лише один — П.Валькевич. Але лише рік — до 1758 р.
Потім було призначено нових Генеральних осавули. 23 січня 1759 року — Івана Тимофійовича Журавку (? — після 1792). Він працював на посаді до 1781 року. В 1762 році було призначено другим осавулом Івана Михайловича Скоропадського (1727—1782).
Вони стежили за правопорядком у Гетьманщині, наглядали за складом і бойовим забезпеченням Війська, веденням компутів, забезпеченням грошової й натуральної плати козакам, які несли військову службу і виконували доручення гетьмана адміністративного, військового та судового характеру.

#### Генеральний хорунжий
Генеральним хорунжим ще з 1741 року залишався Ханенко Микола Данилович (1691—1760). Він майже 20 років охороняв військовий прапор, брав участь у засіданнях Генерального суду, як гетьманський генерал-ад'ютант, виконував різні доручення гетьмана.
В 1762 році Генеральним хорунжим було призначено Данила Петровича Апостола (1727-?). Онук гетьмана перебував на цій посаді до 1769 року.

#### Генеральний бунчужний
В 1751 році було перепризначено Генеральним бунчужним вже згадуваного Дем'яна Васильовича Оболонського. Ці функції він виконував з 1741 до 1752 р., коли став Генеральним осавулом.
Довгий час ця посада була вакантною. І лише 4 жовтня 1756 року Генеральним бунчужним став Закревський Осип Лук'янович (? — бл. 1769). Він охороняв бунчук до 1763 року. Також відав різними військовими справами, іноді за дорученням гетьмана («по зволенію рейментарской власти») міг видавати універсали й мав свою печатку.
З 1762 по 1779 роки на цій посаді також працював Тарновський Яків Степанович.

#### Генеральний обозний
Генеральний обозним в уряді Кирила Розумовського 12 жовтня 1751 року було призначено Семена Васильовича Кочубея (1725—1779). Він очолював армату майже три десятиліття — до 1779 року. Також мав повноваження заступника гетьмана, у разі потреби обіймав посаду наказного.

#### Генеральний підскарбій
Цей уряд ще з 1741 року виконував Скоропадський Михайло Васильович (1697—1758). 24 лютого 1760 року на посаду Генеральний підскарбія було призначено Василя Андрійовича Гудовича (? — 1764).